# 岡部富太郎
岡部 富太郎（おかべ とみたろう、天保11年7月30日（1840年8月27日） - 明治28年（1895年）10月28日）は長州藩士、尊皇攘夷派の志士である。諱は利濟、字は子揖。来原良蔵の甥。木戸孝允が妻の幾松と婚姻する際に、岡部が幾松の養父役になったことでも知られる。
天保11年（1840年）、長州藩士岡部藤吾の長男として生まれる。藩校の明倫館に学び、安政4年（1857年）に吉田松陰の松下村塾に入塾する。湯浅丑兵衛と友に衛撃隊を組織馬関戦争、四境戦争、戊辰戦争に出征し、維新後は山口・大阪・兵庫の各県に出仕する。明治28年（1895年）没、享年56。